# Laurence Pithie
Laurence Pithie (* 17. července 2002) je novozélandský profesionální silniční cyklista jezdící za UCI WorldTeam Groupama–FDJ.

## Kariéra

### Začátky
V 17 letech se Pithie stal dvojnásobným juniorským mistrem světa v omniu a madisonu. V roce 2019 se stal národním šampionem v kritériu, díky čemuž mohl po dobu následujícího roku nosit mistrovský dres.
Svou sezónu 2021 Pithie odstartoval několika umístěními mezi 10 nejlepšími v etapách New Zealand Cycle Classic. Na GP Adria Mobil dojel čtvrtý poté, co rozjel sprint týmovému kolegovi Marijnu van den Bergovi. Na pódium se poprvé dostal na klasice Circuit de Wallonie, kterou vyhrál Christophe Laporte. Největším úspěchem Pithieho sezóny 2021 bylo celkové vítězství na Baltic Chain Tour, které získal díky tomu, že v každé etapě dojel na druhém místě.

### Groupama–FDJ (2023–)
V srpnu 2022 bylo oznámeno, že Pithie podepsal dvouletý kontrakt s UCI WorldTeamem Groupama–FDJ od sezóny 2023.
Na konci ledna 2024 vyhrál Pithie Cadel Evans Great Ocean Road Race, první závod v rámci UCI World Tour v kariéře, poté, co ve sprintu skupiny 15 závodníků na cílové pásce těsně předčil Natnaela Tesfatsiona.

## Hlavní výsledky

### Silniční cyklistika
2018
7. místo Graperide Renwick
2019
Mistrovství Oceánie
 2. místo časovka juniorů
Národní šampionát
2. místo časovka juniorů
4. místo silniční závod juniorů
2020
Národní šampionát
3. místo časovka juniorů
Tour of Southland
9. místo celkově
2021
Baltic Chain Tour
 celkový vítěz
 vítěz bodovací soutěže
 vítěz soutěže mladých jezdců
New Zealand Cycle Classic
vítěz 1. etapy (TTT)
3. místo Circuit de Wallonie
4. místo GP Adria Mobil
Tour de la Mirabelle
7. místo celkově
2022
Národní šampionát
 vítěz silničního závodu do 23 let
2. místo časovka do 23 let
3. místo silniční závod
vítěz Grand Prix de la Ville de Pérenchies
Tour de Normandie
vítěz 3. etapy
New Zealand Cycle Classic
3. místo celkově
 vítěz soutěže mladých jezdců
3. místo Gran Premio Sportivi di Poggiana
8. místo Grote Prijs Jean-Pierre Monseré
10. místo Paříž–Troyes
2023
vítěz Cholet-Pays de la Loire
2. místo Classic Loire Atlantique
5. místo BEMER Cyclassics
5. místo Circuit de Wallonie
5. místo Grand Prix d'Isbergues
8. místo Nokere Koerse
2024
vítěz Cadel Evans Great Ocean Road Race
Národní šampionát
3. místo silniční závod
3. místo časovka
5. místo Surf Coast Classic

#### Kritéria
2019
Národní šampionát
 vítěz kritéria

### Dráhová cyklistika
2019
Mistrovství světa juniorů
 vítěz omnia
 vítěz madisonu (s Kiaanem Wattsem)
Mistrovství Oceánie juniorů
 vítěz individuální stíhačky
Národní šampionát juniorů
 vítěz omnia
3. místo týmová stíhačka
3. místo kilo
2020
Národní šampionát
 vítěz týmové stíhačky
 vítěz madisonu (s Tomem Sextonem)

### Výsledky na Grand Tours
| Grand Tour      | 2024 |
| --------------- | ---- |
| Giro d'Italia   | 103  |
| Tour de France  |      |
| Vuelta a España |      |

| —   | Nezúčastnil se |
| DNF | Nedokončil     |